# Альберг, Бруно
Бруно Валфрид Альберг (фин. Bruno Valfrid Ahlberg; 23 апреля 1911 — 9 февраля 1966) — финский боксёр, призёр Олимпийских игр.
Бруно Альберг родился в 1911 году в Эспоо. В 1932 году стал чемпионом Финляндии, а на Олимпийских играх в Лос-Анджелесе завоевал бронзовую медаль. В 1933 году опять выиграл первенство Финляндии, а в 1935 занял на нём второе место. В 1936 году принял участие в Олимпийских играх в Берлине, но не завоевал медалей.
После Олимпиады в Берлине перешёл в профессионалы, но особых успехов не достиг. В 1941 году завершил спортивную карьеру.